# Титов Георгій Георгійович
Георгій Георгійович Титов (1929 — ?) — радянський військовий діяч, начальник політвідділу—заступник начальника військ Червонопрапорного Західного прикордонного округу КДБ СРСР з політичної частини, генерал-майор. Член Ревізійної Комісії КПУ в 1986—1990 р. Депутат Верховної Ради Молдавської РСР 11-го скликання.

## Біографія
У 1952 році закінчив військове училище.
З 1952 року служив на командно-політичних посадах у прикордонних військах КДБ СРСР.
Член КПРС з 1953 року.
Закінчив Військово-політичну академію імені Леніна.
До 1984 року — начальник політичного відділу—заступник начальника військ Червонопрапорного Забайкальського прикордонного округу КДБ СРСР з політичної частини.
У 1984—1988 роках — начальник політичного відділу—заступник начальника військ Червонопрапорного Західного прикордонного округу КДБ СРСР з політичної частини.
Потім — у запасі.

## Звання
- генерал-майор

## Нагороди
- ордени
- медалі